# Xéniya Pasjina
Xéniya Alexándrovna Pasjina –en ruso, Ксения Александровна Пасхина– (19 de noviembre de 1994) es una deportista rusa que compite en halterofilia. Ganó una medalla de oro en el Campeonato Europeo de Halterofilia de 2019, en la categoría de 87 kg.

## Palmarés internacional
| Campeonato Europeo | Campeonato Europeo | Campeonato Europeo | Campeonato Europeo |
| Año                | Lugar              | Medalla            | Categoría          |
| ------------------ | ------------------ | ------------------ | ------------------ |
| 2019               | Batumi (Georgia)   | Medalla de oro     | 87 kg              |